# Argyrochosma dealbata
Argyrochosma dealbata är en kantbräkenväxtart som först beskrevs av Frederick Traugott Pursh, och fick sitt nu gällande namn av Michael D. Windham. Argyrochosma dealbata ingår i släktet Argyrochosma och familjen Pteridaceae. Inga underarter finns listade.